# Shy Guy

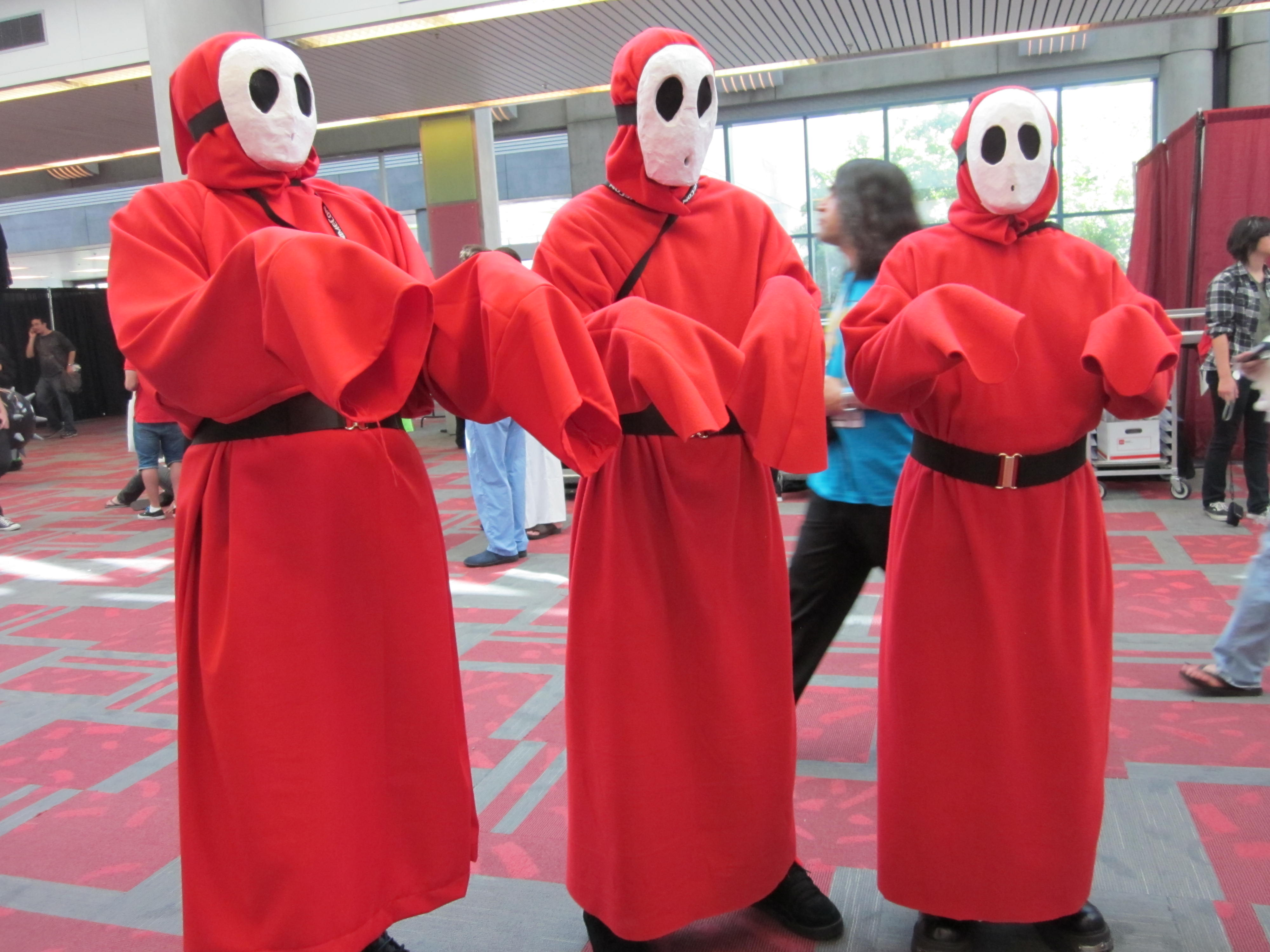
Cosplayers

Shy Guy (Japans: ヘイホー, Heiho) zijn vijandelijke personages uit de fictieve wereld rond Super Mario. Shy Guys zijn timide onruststokers, die kamerjassen en maskers dragen. Als hun maskers afvallen trekken ze zich onmiddellijk terug. Ze verschenen voor het eerst in Doki Doki Panic. Later keren ze terug in Super Mario World 2: Yoshi's Island, Mario Kart DS en diverse sportspellen.
Shy Guys zijn niet de sterkste vijanden. Ze lopen simpel heen en weer, maar voeren verder weinig spannende acties uit. In veel spellen kunnen ze verslagen worden door met iets te gooien: groenten in Super Mario Bros 2, of eieren in Yoshi’s Island.
In Mario Tennis en Mario Power Tennis is een Shy Guy te selecteren als speelbaar personage. In Mario Power Tennis is voor het eerst te zien dat een Shy Guy zijn/haar masker laat vallen. De camera staat aan de achterkant, dus de kijker ziet niet hoe het gezicht van de Shy Guy eruitziet. Luigi wel en die schrikt enorm na het zien van het echte gezicht van de Shy Guy. Na lange tijd wachten blijkt het een Magikoopa te zijn.
In Paper Mario zijn de Shy guys op rooftocht door Toad town. Ze stelen een heleboel dingen. Een van de Shy Guys heeft zelfs een winkel overgenomen. Ook Luigi wordt lastiggevallen door een Shy Guy. Hun hoofdkwartier is de Shy Guy Toy Box. Van buiten lijkt deze doos niet groot,maar van binnen is hij enorm. Er zijn vier treinstations. Er is ook een schatkist die bewaakt wordt door een sterke Shy Guy genaamd Anti Guy. Ook is er een heel grote Shy guy genaamd Gourmet Guy. Hij blokkeert de weg naar een hendel.Hij gaat pas weg wanneer je hem een stuk cake geeft. Ook Peach ontmoet Gourmet Guy. Ze moet voor hem een cake bakken. De eindbaas van de Shy Guy Toy Box is General Guy en zijn leger. Zijn leger valt gezamenlijk aan en General Guy gebruikt zijn Toy tank. Wanneer General Guy is verslagen rent hij samen met de andere Shy Guys
in het paniek rond. Op Lavalava island heb je de Spear Guy. Een Shy Guy die een speer draagt.
In Mario & Luigi: Bowser's Inside Story zijn de Shy Guy's gevangengenomen door Fawful.
Ze komen ook voor in de tekenfilmserie Super Mario Bros Super Show. Ze werken voor Bowser.